# Vardavank
Vardavank (in armeno Վարդավանք) è un comune di 91 abitanti (2010) della Provincia di Syunik in Armenia.